# Roland Keijser
Roland Keijser, född 9 augusti 1944 i Mockfjärd, död 25 januari 2019 i Uppsala, var en svensk musiker, huvudsakligen saxofonist.
Keijser växte upp i Grängesberg och bildade på 1960-talet Roland Keijsers kvartett med bland andra Mats G. Bengtsson. På 1970-talet verkade han inom proggrörelsen och var i omgångar medlem i både Arbete & Fritid och Blå Tåget. År 1975 kom hans första album i samarbete med fiolspelmannen Anders Rosén, på vilket han spelade svensk folkmusik på sopransaxofon. Sedan denna tid rörde han sig i gränslandet mellan jazz och folkmusik, såväl svensk som från exotiska länder. I början på 90-talet började han umgås tätare med invandrade musikanter från Nordafrika, Turkiet och andra länder. Keijsers virtuositet på flera blåsinstrument kan höras på en mängd skivinspelningar i olika konstellationer. Keijser var sedan 1970-talet även engagerad i makrobiotikrörelsen.

## Priser och utmärkelser
- 1993 – Jazzkatten: "Årets Guldkatt"
- 1994 – Jan Johansson-stipendiet
- 2015 – Christer Boustedt-stipendiet
- 2017 – Lars Gullin-priset

## Diskografi

### Arbete och Fritid
- Arbete och Fritid (LP 1970)
- Arbete och Fritids andra LP (1971)
- Rolf Lundqvist och Arbete & Fritid: Slottsbergets hambo (1972)
- Club Jazz 6 (från radioprogrammet) 1972
- Arbete och Fritid (LP 1973) (CD2003)
- Ur Spår! (1975)
- Margareta Söderberg och A & F: Käringtand (LP 1976)
- Sen dansar vi ut (LP 1977, CD 2013)
- Lillemor Lind och A & F : Hjortronblom och kärleksört (LP 1978)
- Arbete & Fritid 1969-1979 (samlings-CD 1991)

### Gunder Hägg/Blå Tåget
- Tigerkaka (LP 1969, CD 1999)
- Vargatider (LP 1970, CD 1999)
- Glassfabriken (LP 1971, CD 2002)
- Brustna hjärtans hotell (2-LP 1972, 2009, CD 1994, 2XCD 2009)
- Blå Tåget 1969-74 (samlings-CD 1988)
- Ingenting är längesen 1969-2004 (samlings-CD 2005)
- Torkel Rasmusson: Sånger under natten (CD 2013)

### Soloskivor
- Back Home Blues (CD 1997)
- Saxophone Valley (CD 2000)
- Blashal (CD 2004)
- Kool Blaasa (CD 2001)
- Tallars tal (CD 1990)

### Med Bengt Berger
- The Vedbod Tapes -77 (+ Kjell Westling) (CD 2012)
- More Vedbod Tapes -77 (+ Kjell Westling) (CD 2012)
- Bengt Bergers Chapter Seven: Thums Up (CD 1988) (Årets Jazz i Sverige-skiva)
- Bengt Berger och Roland Keijser (CD 1997)
- Tarang (CD 1995)

### Med Raymond Strid
- Kege snö (2010)
- Yellow Bell (2011)

### Med Anders Rosén
- Forsens låt (LP 1975)
- Lejsmelekar (1987)
- Kvarplekar (CD 2002)
- Trollekar (CD 2007)

### Diverse folkmusik
- Utdansbandet (O. Karlsson, A. Rosén, M. Selander m.fl.):: Utsocknes låtar (LP 1987)
- Bröderna Blås (Westling, Rosén m.fl.): Folksax anfaller (LP 1990)
- Absolut Folk - Musique traditionnelle de Suède (CD 1994)
- Kringliga låtar (CD 2001)

### Diverse jazz
- Young Jazz – from Sweden (CD 1997)
- Kurt Järnberg Kvintett: Down Memory Lane (CD 2004)
- Gösta Rundqvist: Ett liv – en ton (CD 2010)
- Gilbert Matthews Quartet: Hot House (CD 1999)
- Werner-Lindgren Project: Movin´in Dance (CD 2001)
- Tommy Kotter: Joy (CD 2005)
- SFM: All the Things You Could Be ... (CD 2006)

### Med Per Tjernberg
- You´re Next (CD 1993)
- Third World (CD 1995)

### Med Peps Persson
- Peps Blodsband: Hög standard (LP 1971)
- Pelleperssons kapell: Fyra tunnland bedor om dan (LP 1977)

### Övrigt
- Prins Lätt: Nåt att gnaga på (CD 1999)
- Å: Å (LP 2014)
- Å Ånyo (LP 2017)